# Grã-Bretanha nos Jogos Olímpicos de Inverno de 1988
A Grã-Bretanha competiu nos Jogos Olímpicos de Inverno de 1988, realizados em Calgary, Canadá.